# Sea pictures
Sea pictures is een verzameling liederen gecomponeerd door Edward Elgar.
Het werk werd geschreven voor zangstem begeleid door piano of symfonieorkest van achter de piano. Hij schreef het grotendeels in 1899 in het landhuis Birchwood Lodge in Herefordshire. In haven (Capri) stond echter al twee jaar eerder op papier.
Het vijftal liederen werd voor het eerst uitgevoerd tijdens het Norfolk and Norwich Festival versie 1899. Contra-alt Clara Butt zong, Elgar zelf zat achter de piano. Ze was tijdens die voorstelling gekleed als zeemeermin. Koningin Victoria hoorde het werk in haar privéverblijven op Balmoral Castle op 20 oktober 1899.
De vijf liederen zijn:
- Sea slumber song, geschreven door Roden Noel
- In haven (Capri), geschreven door Caroline Alice Elgar (mevrouw Elgar)
- Sabbath morning at sea, geschreven door Elizabeth Barrett Browning
- Where corals lie, geschreven door Richard Garnett
- The swimmer, geschreven door Adam Lindsay Gordon

Het is een symfonische cyclus, delen van het eerste deel zijn door het gehele werk te horen. Elgar schreef het werk origineel voor de zangstem sopraan en piano, maar paste het later qua stemming/toonsoort aan voor de uitvoering van andere zangstemmen en orkest. Dat pakte goed uit, want het is een van Elgars populairste werken geworden. Dat wordt onderbouwd door een groot aantal opnamen dat van dit werk is verschenen. In 2015 zijn er 23 in de handel. Een ander bewijs kan gevonden worden in het feit dat delen uit Sea pictures meer dan vijftig keer te horen en te zien waren tijdens de Proms-concerten, met name de liederen 2, 3 en 4. 